# Đảo Cuverville
Đảo Cuverville hoặc Île de Cavelier de Cuverville là đảo đá tối nằm trong eo biển Errera giữa bán đảo Arctowski và phần phía bắc của đảo Ronge, ngoài khơi bờ biển phía tây của Graham Land ở Nam Cực. Đảo Cuverville được phát hiện bởi các nhà thám hiểm Nam Cực Bỉ (1897-1899) dưới sự chỉ huy của Adrien de Gerlache, người đã đặt tên cho nó JMA Cavelier de Cuverville (1834-1912), một phó đô đố của hải quân Pháp.

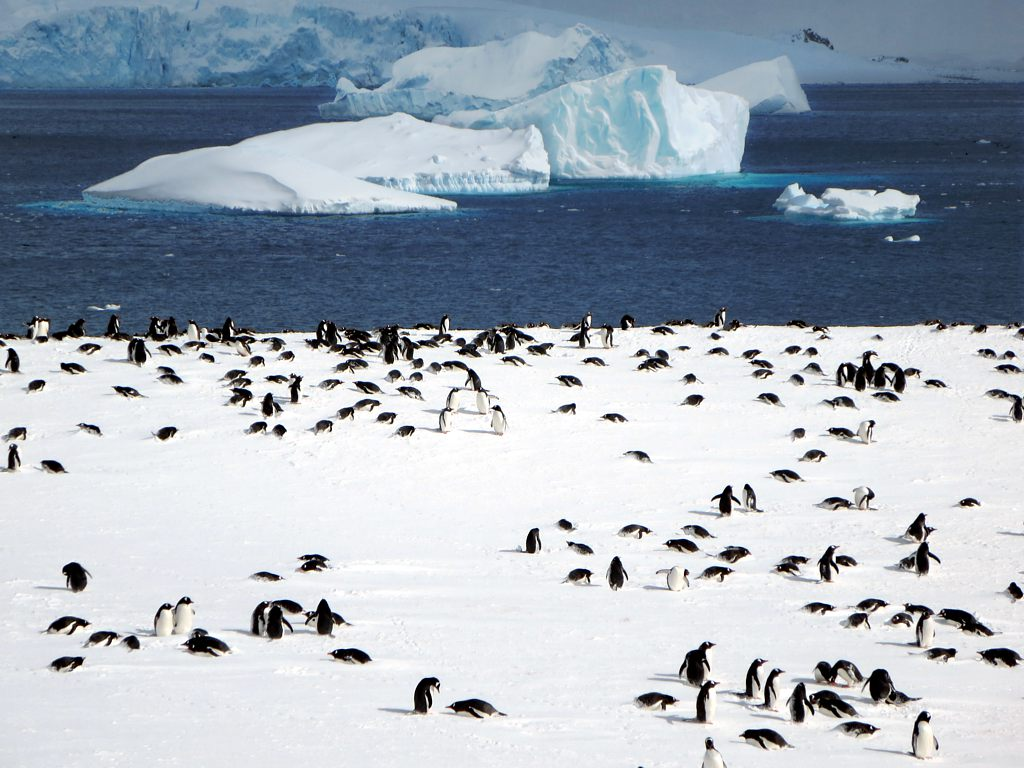
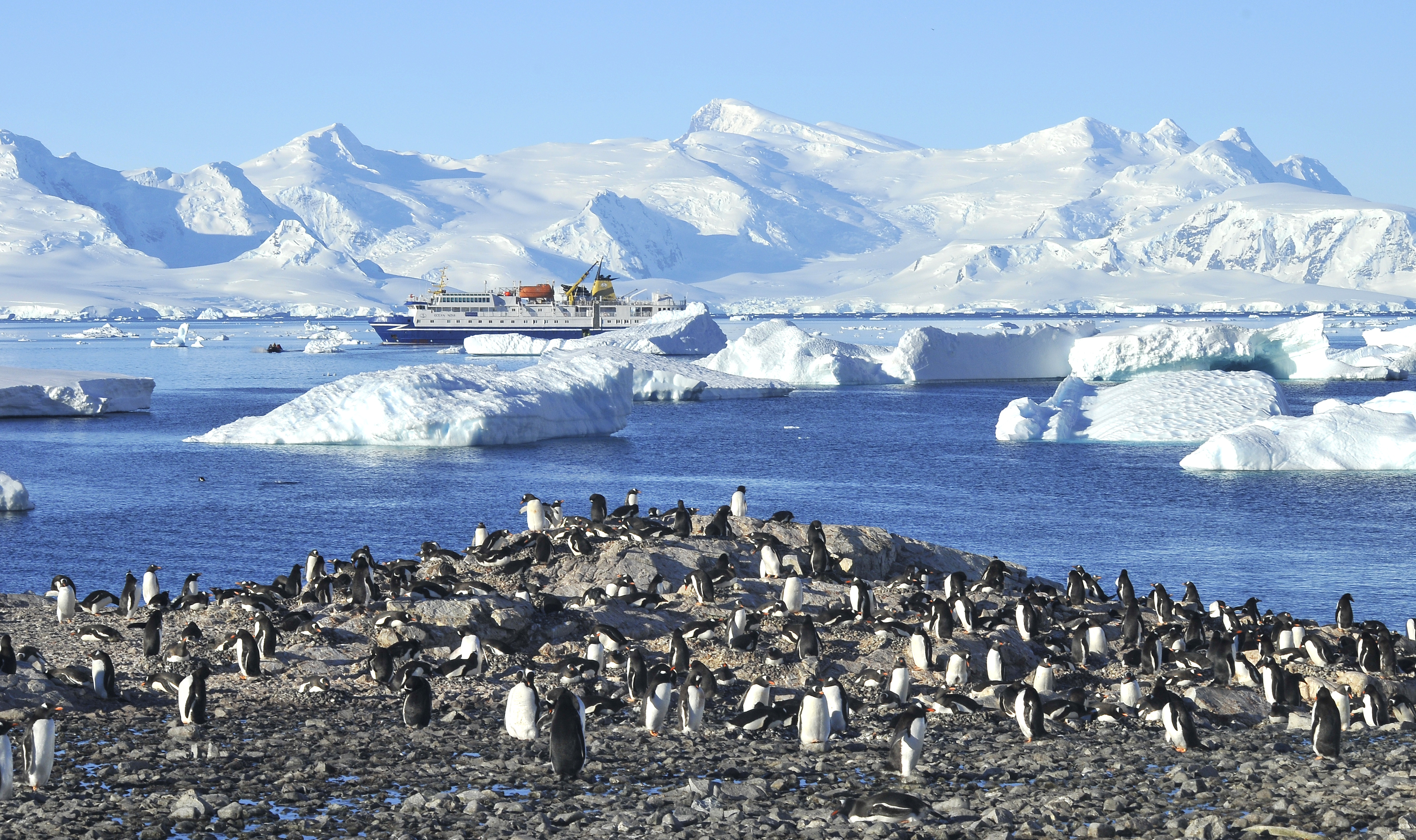
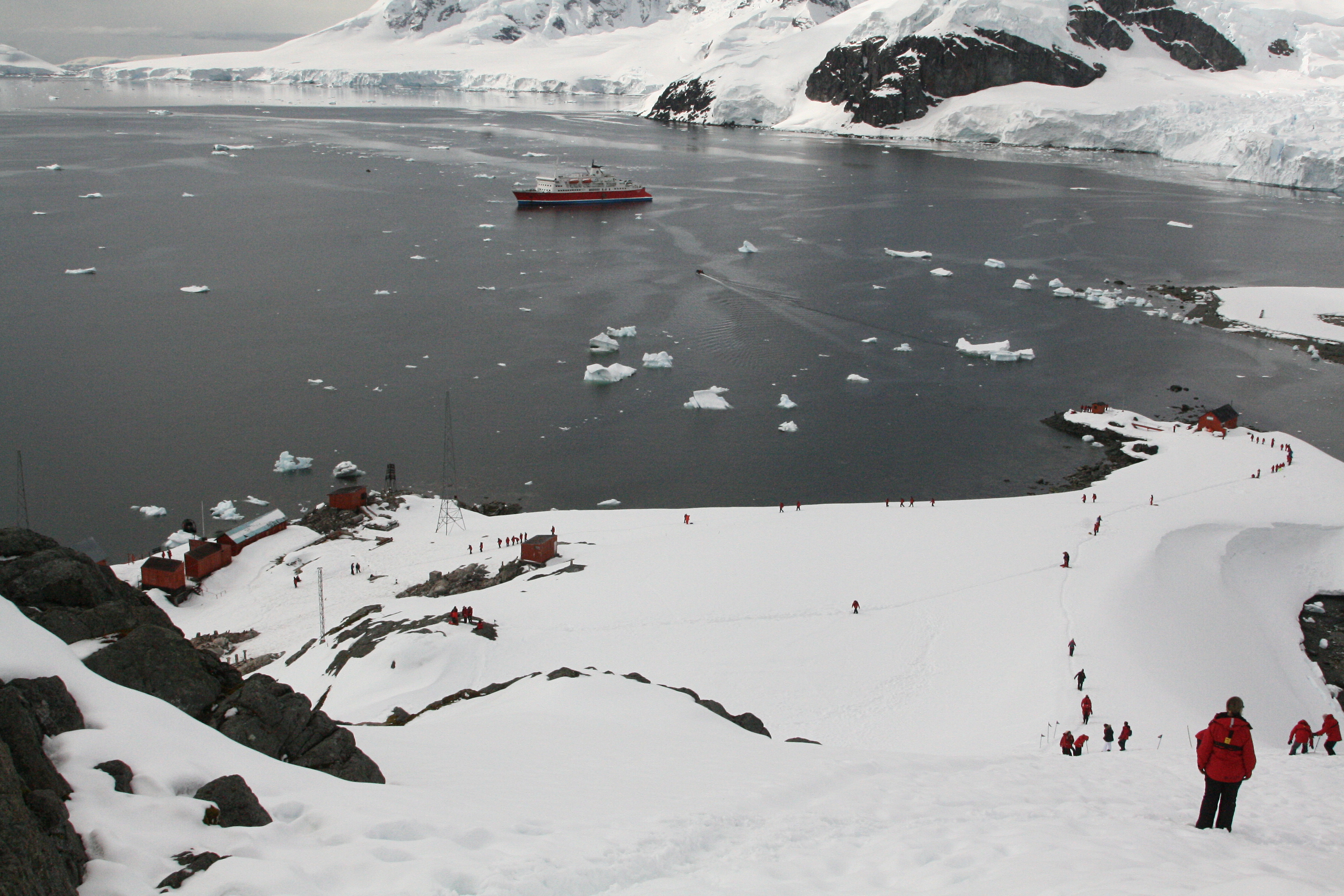
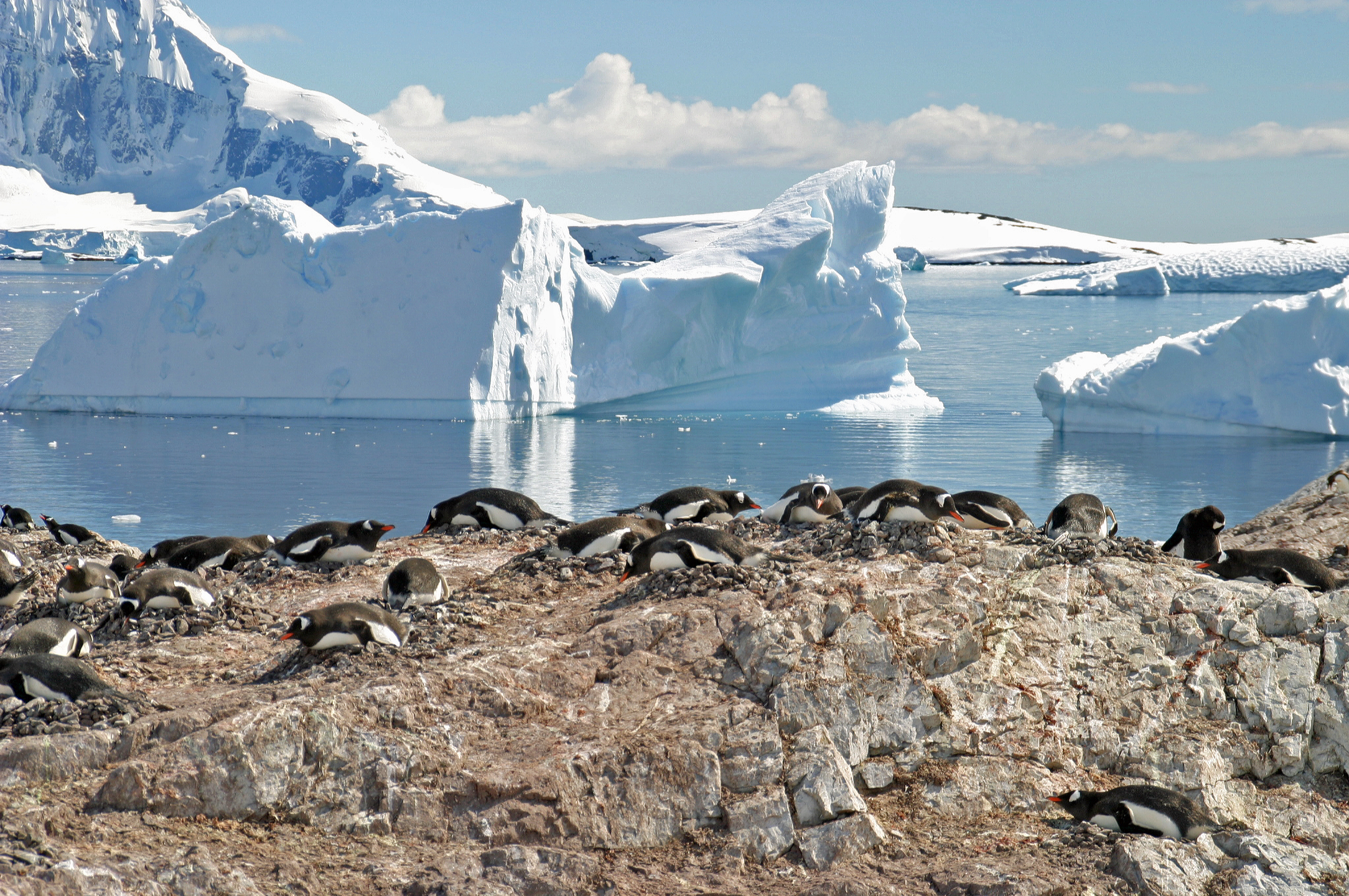